# DeaDBeeF
DeaDBeeF是一个跨平台的音频播放器，可以运行在GNU/Linux、BSD、OpenSolaris以及其他类UNIX系统上，也有Android版本。DeaDBeeF注重于减少资源占用并提供广泛的音频格式支持，其界面类似Foobar2000。主程序于GPLv2下发布，插件适用的授权许可则各不相同（有些适用zlib/libpng许可证）。DeaDBeeF这个名字来自16进制魔术数0xDEADBEEF.

## 功能
- 支持格式：mp3, ogg vorbis, flac, ape, wv, wav, m4a, mpc, tta, cd音频(还有很多)
- 支持标签：ID3v1, ID3v2.2, ID3v2.3, ID3v2.4, APEv2
- Unicode支持
- 回放增益支持
- cue分轨支持
- 并不依赖于KDE或GNOME

## Android版
2011年1月30日，DeaDBeeF发布了Android版。Android版基于普通DeaDBeef代码但是使用了一个完全不同的界面。和普通DeaDBeeF不同的是，它不是一个完全的开源软件，而是分成了两个版本:
- 一个带广告的免费版本
- 一个不带广告的专业版本

## 外部連結
- 官方網站（页面存档备份，存于）